# Martín Enríquez de Almanza
Martín Enríquez de Almanza, španski politik, *  1510, † 13. marec 1583.
Almanza je bil podkralj Nove Španije (1568-1580) in podkralj Peruja (1581-1580).